# Martynas Echodas
Martynas Echodas (nacido el 7 de julio de 1997 en Kaunas, Lituania) es un jugador de baloncesto lituano, que pertenece a la plantilla del Manisa BB de la BSL turca. Juega como ala-pívot y pívot. Ha sido además internacional con la selección de baloncesto de Lituania. 

## Trayectoria
Es un jugador de baloncesto formado en la cantera del Žalgiris Kaunas, donde pasó sus primeras tres temporadas jugando para Žalgiris-2 Kaunas de la Liga Nacional de Baloncesto (NKL). 
El 1 de septiembre de 2016, fue cedido al BC Šiauliai de la LKL. El 23 de noviembre de 2016, registró un récord personal de 30 puntos, 14 rebotes y 37 puntos de valoración en un partido de la Copa de Europa FIBA contra Pardubice. 
En agosto de 2017, firmó un contrato de tres años con Lietuvos Rytas. En su segundo año con Rytas, ganó el Premio Rising Star de EuroCup para la temporada 2018-19. Durante 18 partidos jugados, promedió 9.6 puntos, 5.1 rebotes por encuentro.
Durante la temporada 2019-20, en su tercera temporada con el Rytas Vilnius, promedia 9.4 puntos y 5.5 rebotes en la EuroCup, y 9.7 puntos y 4.9 rebotes en la LKL.
El 29 de junio de 2021, firma por el Reyer Venezia Mestre de la Lega Basket Serie A italiana.
El 1 de julio de 2022 firmó un contrato por dos temporadas nuevamente con el BC Rytas de la LKL lituana.
El 29 de julio de 2024 firmó con el Manisa BB de la BSL turca.

### Selección nacional
En septiembre de 2022 disputó con el combinado absoluto lituano el EuroBasket 2022, finalizando en decimoquinta posición.